# قائمة أجهزة الاستشعار
قائمة بأجهزة الاستشعار ( المجسات ) مقسمة على حسب النوع والاستخدام.

## السمعية والصوتية والإهتزازية
- الجيوفون وهو جهاز يحول السرعة إلي جهد.
- هيدروفون وهو جهاز يستخدم تحت الماء للتسجيل أو الاستماع إلى الصوت.
- اللاقط وهو جهاز يعمل كمحول للطاقة الذي يسجل الاهتزازات الإلكترونية. وغالبا يستخدم مع الغيتار الكهربائي أو الغيتار الصوتي.
- الميكروفون وهو جهاز يعمل على تحويل الصوت إلى طاقة كهربائية.

## في السيارات
- حساس نسبة الوقود إلى الهواء .
- حساس رصد النقطة العمياء .
- حساس كاشف الخلل وهو جهاز يستخدم على السكك الحديدية للكشف عن خلل القطارات العابرة.
- حساس درجة حرارة سائل تبريد المحرك وهو جهاز يستخدم لقياس درجة حرارة سائل التبريد لمحركات الاحتراق الداخلي .
- حساس تأثير هول تستخدم لحساب سرعة العجلات.
- جهاز استشعار تدفق كتلة الهواء.
- حساس الأكسجين عبارة عن جهاز إلكتروني يقوم بقياس نسبة غاز الأكسجين في الغاز أو السائل المراد تحليله.
- أجهزة إستشعار الفرامل.
- مسدس الرادار وهو حساس يستخدم لتحديد سرعة السيارات على الطرق السريعة.
- عداد سرعة وهو جهاز يوضع عادة وراء عجلة القيادة مباشرة ليدل على سرعة السيارة .
- حساس رصد ضغط الإطارات وهو جهاز يستخدم لرصد الضغط الجوي داخل إطار السيارة .
- عداد دوران وهو جهاز يستخدم لقياس السرعة، منه الميكانيكي والإلكتروني، تناظريا أو رقميا.

## كيميائي
- مقياس الكحول بالدم
- حساس غاز ثاني أكسيد الكربون .
- حساس غاز أول أكسيد الكربون .
- حساس الأنف الإلكتروني .
- حساس نقطة ندى الهيدروكربون .
- حساس غاز الهيدروجين .
- حساس غاز كبريتيد الهيدروجين .
- حساس الأشعة تحت الحمراء .
- حساس غاز أكسيد النيتروجين .
- حساس غاز الأوزون .
- القطب الزجاجي .
- كاشف الدخان .

## التياروالجهد
- أميتر .
- جلفانومتر .
- واتميتر .
- مقياس المغناطيسية .
- كاشف المعادن .
- جهاز إستشعار لاسلكي في خطوط الكهرباء .

## تدفق وسرعة السائل
- مقياس الريح .
- مكشاف تدفق .
- عداد مياه .

## الإشعاعات المؤينة و الجسيمات دون الذرية
- غرفة سحابية
- عداد غايغر
- كاشف النيوترون

## أجهزةالملاحة
- عداد سرعة جوية
- مقياس الارتفاع
- مؤشر الوضع
- بوصلة الفيض.
- مدوار .
- نظام الملاحة بالقصور الذاتي .
- بوصلة .
- هيدروديناميكا مغناطيسية .
- مؤشر الانعطاف .

## السرعةوالعجلةوالزاوية
- مقياس تسارع .
- المميال .
- مقدر مسافات ليزري .
- ليدار .
- محول تفاضلي متغير خطي .
- عداد دوران .

## حساساتالضوءوالفوتونات
- جهاز اقتران الشحنة .
- جهاز استشعار كهربائي-بصري .
- أجهزة إستشعار الأشعة تحت الحمراء .
- صمام ثنائي باعث للضوء .
- ليف بصري .
- مكشاف الموضع الضوئي .
- مكشاف ضوئي .
- ثنائي ضوئي .
- مضاعف ضوئي .
- مقاومة ضوئية .
- صمام ضوئي .
- ثنائي ضوئي شلالي .
- مجس حافة انتقال .
- مستشعر مقدمة الموجة .

## الضغط
- البارومتر أو مقياس الضغط الجوي .

## القوةوالكثافة
- المكثاف أو مقياس كثافة السائل.
- المجس الكهروضغطي .
- مقياس الانفعال .
- مقياس اللزوجة .

## مجساتالحرارة ودرجات الحرارة
- بولومتر .
- ثنائي المعدن .
- المسعر .
- جهاز إستشعار لاسلكي في خطوط الكهرباء .
- محرار الأشعة تحت الحمراء .
- بولومتر مجهري .
- مقياس الإشعاع الحراري .
- الترمومتر .
- الثيرميستور .
- مزدوجة حرارية .

## الوجود
- مستشعر الإنذار .
- رادار دوبلر .
- المفتاح القصبي .

## تكنولوجيا الإستشعار
- المستشعر الحيوي هو جهاز تحليلي للكشف عن المادة المتحللة التي تجمع بين العنصر البيولوجي وكاشف العنصر الفيزيائي.
- الرقاقة الحيوية .
- حساس الصورة هو الجزء الرئيسي في الكاميرا الرقمية والمسؤلة عن استقبال الضوء المنعكس من المشهد عبر العدسة وتحويله إلى صورة كهربية بغية معالجته وتخزينه.
- مختبر على رقاقة .
- الممس .
- الرادار هو نظام يستخدم موجات كهرومغناطيسية للتعرف على بعد وارتفاع واتجاه وسرعة الأجسام الثابتة والمتحركة كالطائرات، والسفن، والعربات، وحالة الطقس، وشكل التضاريس. يبعث جهاز الإرسال موجات لاسلكية تنعكس بواسطة الهدف فيتعرف عليها جهاز الاستقبال.
- رادار قياس الأرض وهو جهاز يقوم بقياس التغيرات في طبقات الأرض عن طريق قياس تسجيل انعكاس الموجات الكهرومغناطيسية .
- قنطرة وهيتستون هي قنطرة كهربية لقياس المقاومات .
- شبكات الإستشعار اللاسلكية هي عبارة عن مجموعة من أجهزة الاستشعار التي تستخدم في نقل أو متابعة ظاهرة فيزيائة أو كميائية محددة (كالحرارة، الرطوبة، الضوء) ومن ثم نقل المعلومات عن الظاهرة لاسلكيا إلي مركز معالجة البيانات للاستفادة منها دون الحاجة لتواجد الإنسان في مكان الظاهرة الفيزيائية.